# Скатертный переулок
Ска́тертный переу́лок — переулок в Центральном административном округе города Москвы. Проходит от Мерзляковского переулка до Поварской улицы, лежит с внешней стороны от Никитского бульвара. Нумерация домов ведётся от Мерзляковского переулка.

## Происхождение названия
Название происходит от селившейся здесь в XVII веке обслуги царского двора (поваров, пекарей, скатертников и др.), которые дали название частям так называемой «Кормовой» слободы: Поварская, Хлебная, Скатертная, Столовая, Чашниковая, Ножовая. «Скатертники» ведали скатертями и другим столовым бельём.

## История
В Скатертной слободе жили скатертники, которые отвечали за сервировку столовым бельём и посудой на царском столе. Вероятно также, что здесь сшивали, вышивали и стирали узорчатые льняные скатерти и другое столовое бельё). На месте Скатертной слободы возникла Скатертная улица, позднее Скатертный переулок.
В XVIII—XIX веках после войны, пожаров и переезда столицы в Санкт-Петербург здесь преобладала усадебная застройка для купцов и московского дворянства — вначале деревянная, затем каменная. Она практически не сохранилась.
В конце XIX — начале XX века прилегающие к Большой Никитской улице переулки интенсивно застраиваются доходными и частными домами, в основном в 4—7 этажей. В Скатертном переулке сохранилось, хотя и претерпев реконструкцию, более 20 зданий того времени. После революции владельцы частных домов и квартир были «уплотнены», что привело к появлению многочисленных коммунальных квартир. В переулке никогда не находились промышленные объекты, во время войны он практически не пострадал от бомбёжек.
После серии реконструкций 1990—2000-х годов часть зданий стала офисными, часть перепланирована, часть снесена и застроена «элитными» домами. Цена на квартиры превышет 300 тыс. руб. за м², цена аренды свыше 20 тыс. за м² в год. В домах переулка поселились миллионеры и миллиардеры В. О. Потанин, В. Ю. Алекперов, С. П. Кукура, Л. А. Федун, М. Д. Балакин, Ш. П. Бреус, А. Г. Егиазарян, Р. М. Мурсекаев и др..
В 1997 г. переулок полностью вошёл в заповедную территорию «Поварская — Большая Никитская». Кроме того, большая часть зданий (в основном по нечетной стороне) вошла в объединённую охранную зону памятников истории и культуры № 30.
В 2007 году введено одностороннее движение от Мерзляковского переулка.

## Примечательные здания

### По нечётной стороне
- № 1 (№ 5 по Мерзляковскому переулку) — шестиэтажный жилой дом одного из первых жилищно-строительных кооперативов Москвы «Московский почтовик», построен в 1920-х годах, позднее реконструирован. В этом доме в 1972 году родился депутат Государственной думы РФ, руководитель фракции ЛДПР И. В. Лебедев — сын В. В. Жириновского.
- № 3 — Доходный дом постройки 1915 г., арх. Я. И. Рабинович, впоследствии надстроен до 6 этажей. Реконструирован. В доме проживал Е. М. Примаков, В. Потанин, И. Феонин, Е. И. Линецкий.

- № 5, корп. 1 — шестиэтажный доходный дом с эркерами построен в 1910 году по проекту архитектора Г. А. Гельриха. В доме родился и вырос народный артист РСФСР А. А. Ширвиндт. Ныне в здании располагается офис крупной агропромышленной компании ЗАО АВК «Эксима».
- № 5а — шестиэтажный доходный дом Баскакова постройки 1910 года, архитектор О. Г. Пиотрович. Реконструирован. В доме жил физико-географ Н. А. Гвоздецкий[6]. Во дворе находится небольшой двухэтажный дом № 5, строение 2, магазин «Продукты».
- № 7 — пятиэтажный кирпичный жилой дом постройки около 1960 года. На этом месте во владении своего отца, протоиерея К. И. Богоявленского, родился историк и археолог, член-корр. АН СССР С. К. Богоявленский (1871—1947). В том же владении жил архитектор А. Г. Вейденбаум.
- № 11 — шестиэтажный жилой дом, построен в 1907 году архитектором С. Ф. Воскресенским. Изначально дом был четырёхэтажным, в 1936—1937 годах был надстроен двумя этажами. В доме снимал квартиру врач И. И. Трояновский (1855—1928) с супругой, урождённой А. П. Обнинской. Иван Иванович Трояновский, друг В. Д. Поленова, И. И. Левитана, И. Э. Грабаря, В. А. Серова, с 1880-х годов собирал коллекцию картин русских художников. В его коллекции были живописные и графические работы В. А. Серова, И. Е. Репина, И. И. Левитана, М. А. Врубеля, К. А. Коровина, И. Э. Грабаря и др. Вместе с В. Я. Брюсовым в 1907 году он организовал общество «Свободная эстетика». После революции И. И. Трояновский практиковал в Москве, но коллекцию пришлось распродать в конце 1920-х годов. В гостях у дочери И. И. Трояновского — Анны Ивановны Трояновской (1885—1977) не раз бывал музыкант Святослав Рихтер.. В доме проживали также профессора Московской консерватории — композитор и пианист Н. К. Метнер (1880—1951) и певица М. А. Дейша-Сионицкая (1859—1932). Дом реконструирован в 1990-х годах.
- № 13 — пятиэтажный дом построен в 1984 году. В советское время здесь размещался гостевой дом «Тбилиси» постоянного представительства Грузинской ССР, затем — посольства Грузии. После проведённой в 2006 году реконструкции в доме размещалось представительство грузинских авиалиний GEORGIAN AIRWAYS и гостиница посольства Грузии «Тбилиси» на 45 номеров. Затем дом передан ФГУП «Мелодия», в нём размещается архив и студия звукозаписи.
- № 15, стр. 1 — пятиэтажный жилой дом; входы украшены лепным декором. В здании размещается офис антикварного магазина «АртАнтик» и юридическая корпорация «Русич»
- № 17 — семиэтажный кирпичный жилой дом 1957 года постройки.
- № 19 — бывший особняк И. И. Некрасова. Двухэтажный дом построен в 1907 году архитектором В. С. Кузнецовым. Ныне в особняке размещается торговое представительство и консульский отдел республики Таджикистан, офис Таджикских авиалиний.
- № 21 — двухэтажный жилой дом 1925 года постройки.
- № 23 — четырёхэтажный жилой кирпичный дом 1887 года постройки.
- № 23а — одноэтажный дом, в котором расположен камерный театр-студия «Человек», основанный в 1974 году. Художественный руководитель — Людмила Романовна Рошкован. Играют народный артист России Валерий Гаркалин, заслуженные артисты России Александр Иванович Андриенко, Сергей Иванович Юшкевич и другие.
- № 25 — двухэтажный кирпичный дом постройки 1917 года, украшенный лепным декором. Ныне здесь размещается Постоянное представительство администрации Новосибирской области в Москве.
- № 27 — детский сад № 1003, построен в 1968 году. До революции этот участок принадлежал Церкви святых Бориса и Глеба (на Поварской).

### По чётной стороне
- № 2 (№ 7 по Мерзляковскому переулку) — В начале XIX века на этом месте был деревянный особняк тайного советника А. П. Нащокина (1758—1838), у которого здесь родилась внебрачная дочь Вера Александровна Нагаева (1811—1900), впоследствии жена П. В. Нащокина (1801—1854), друга А. С. Пушкина. А. С. Пушкин был в этом доме в ноябре 1833 года[7], где познакомился с В. А. Нагаевой, тогда невестой П. В. Нащокина.

В настоящее время — пятиэтажный жилой дом, один из первых жилищно-строительных кооперативов Москвы, статус которого не изменился до сих пор. Дом проектировался архитектором С. Я. Айзиковичем как Дом-коммуна, с общей столовой, прачечной и т. д. Дом построен из неформатного кирпича, который заказывался на кунцевском кирпичном заводе. Застройщиком являлся кооператив «Трудовой химик», заказчиком — РЖСК «Хлопок». Дом построен в 1925—1926 годах и заселен в 1927 году. В 1929 году кооператив влился в «КООПработник», в 1934-м вошёл в состав ЖСК «Ранит». Под этим названием кооператив сохранился и поныне.  Кооператив много лет возглавлял И. В. Кошлаков-Крестовский. В настоящее время проживают заслуженный учитель Российской Федерации, лауреат Премии Правительства Российской Федерации в области образования за 1998 г., учительница школы № 91 Наталья Ефимовна Бурштина, народный депутат СССР в 1989—1991 гг., доктор экономических наук, историк и публицист Г. С. Лисичкин.
- № 4 стр. 1, 2 — трёхэтажный особняк и конюшня, 1907 г., архитекторы М. Ф. Гейслер и С. К. Родионов. Как и дом № 6, первоначально принадлежал владельцам «Товарищества мануфактур братьев Тарасовых»[9][10].
- № 6 (№ 2, строение 1 по Медвежьему переулку) — двухэтажный особняк постройки 1906 г., архитектор В. П. Войников. До него на этом месте был дом, принадлежавший В. Г. Шухову.
- № 8 (№ 1 по Медвежьему переулку) — четырёхэтажный дом постройки 1902—1903 годов, архитекторы П. М. Самарин (левое строение) и С. С. Шуцман (правое строение), реконструирован в 1990-х годах, см. Медвежий переулок (Москва)Медвежий переулок. В 1916—1923 годах в этом доме находилось Книгоиздательство писателей в Москве.[11]
- № 10 и 12 — под этими номерами были малоэтажные жилые дома. В доме № 12 в 1830-х годах жила певица (сопрано) Жаннетта Филис-Андриё (Phillis-Andrieux) (1780—1838), позже артист Малого театра Константин Николаевич Рыбаков (1856—1916)[12]. Дом снесен в конце 1950-х годов. Ныне на этом месте размещается трех- и шестиэтажная части здания поликлиники Министерства экономического развития РФ (первоначально — Госплана СССР; 1969, архитектор В. С. Егерев). Семиэтажная часть здания поликлиники выходит в Столовый переулок.

- № 14 — доходный дом И. Баскакова, архитектор О. Г. Пиотрович, 4 этажа. Здесь жили учёные Б. Н. Веденисов[13], П. К. Энгельмейер[14], С. Э. Хайкин[15]. В настоящее время в здании размещается посольство Республики Гана.
- № 16-18 — семиэтажный жилой дом, пример современного «элитного» строительства, построен корпорацией «Баркли» в 2005 году. В цокольной части размещен двухуровневый гараж на 42 машины с грузовыми лифтами и пандусом. Каркас выполнен из монолитного железобетона. Наружные стены кирпичные, закрыты вентилируемым фасадом, отделанным натуральным мрамором. Шумозащитные окна имеют тройное остекление, вентиляция помещений — приточно-вытяжная. Ранее на месте дома № 16 стоял доходный дом, построенный в 1894 году по проекту архитектора И. Т. Владимирова. Ранее на месте дома № 18 стояло одноэтажное кафе, оно снималось в культовом фильме «Вам и не снилось…». В это кафе заходят Катя и Рома согреться и попить кофе.
- № 20 — Особняк В. И. Рекк. Перестроен в 1900 году архитектором И. А. Фоминым из более раннего здания по заказу Московского торгово-строительного акционерного общества Я. А. Рекка. Ныне особняк занимает Ассоциация российских банков.
- № 22 — пятиэтажный П-образный жилой дом с подвалом, построен в 1914 году архитектором В. В. Воейковым. В 1920—1923 годах размещалось издательство «Альциона»[16]. В доме жили литературовед В. В. Каллаш[17], актёр В. А. Кригер и его дочь, балерина Викторина Владимировна Кригер (1893—1978)[18], музыкант А. Б. Гольденвейзер[19], писатели Л. В. Никулин[20] и В. Б. Шкловский[21], историк литературы В. Ф. Саводник[22], актёр К. П. Хохлов[23], учёный в области юриспруденции А. А. Герцензон[24]. С 1917 до осени 1974 года жил драматург В. М. Волькенштейн, к которому Гольденвейзер приходил беседовать и играть в шахматы. С 1975 года в подвале располагается Заочный институт повышения квалификации приборостроителей и метрологов.
- Между домами 22 и 30 на Скатертный переулок выходит двенадцатиэтажный жилой дом № 43а по Большой Никитской улице, построенный в 1974 году. В этом доме в 1977 году снимался фильм «Служебный роман» (дом Людмилы Прокофьевны Калугиной).
- № 30 — шестиэтажный кирпичный жилой дом 1934 года постройки, с эркерами на колоннах.
- № 30а — 9-этажный железобетонный монолитный жилой дом. Построен на месте уничтоженного сквера.
- № 32 — Доходный дом (1886, архитектор Н. Д. Струков)
- № 34 — трёхэтажный кирпичный жилой дом.
- № 34, строение 4 — посольство Исландии.